# Hendrik van Kleev
Hendrik van Kleev (soms ook: Kleve) (Doetinchem, 22 augustus 1918 – Sonthofen, 5 februari 1986) was een Nederlandse componist, dirigent en klarinettist.

## Levensloop
Van Kleev behoorde als klarinettist tot verschillende civiele en militaire muziekkapellen. Door de Tweede Wereldoorlog moest hij zijn opleiding tot militaire kapelmeester onderbreken. Na de oorlog had hij met zijn dans- en zangensemble, het Orkest Hendrik van Kleev international succes. In 1967 werd hij dirigent van het kuurorkest in Oberstdorf, maar ook van de Musikkapelle Schöllang e.V..
Van Kleev was ook als componist bezig en schreef vooral werken voor blaasorkesten.

## Composities

### Werken voor harmonieorkest
- 1970: - Oberstdorf salue Megeve
- 1972: - Intrade jubilato, symfonisch gedicht
- 1972: - Larghetto grandioso
- 1974: - Feuerwehr-Marsch
- 1974: - Skiflieger-Marsch
- - Burg Schöllang, ouverture